# Суслик Ричардсона
Суслик Ричардсона (лат. Urocitellus richardsonii) — вид грызунов из рода трансберингийских сусликов семейства беличьих. Видовое название дано в честь шотландского натуралиста Джона Ричардсона (1787—1865).
Сверху окрас шерсти коричневый, снизу белого или светло-серого цвета. Длина тела составляет от 35 до 46 сантиметров (включая хвост), а масса тела достигает от 400 до 600 грамм. Самцы немного крупнее самок. Вид распространён на севере США и в Канаде. Населяет луга, холмы, поля и сельскохозяйственные угодья. Предпочитает гравийные или песчаные почвы для рытья нор. Норы состоят из обширной сети ходов и нескольких камер. Питается плодами, листьями, семенами, ягодами и корнями, иногда также насекомыми. Период спячки варьирует, но обычно начинается в конце августа — октября и продолжается до конца марта или апреля. Спаривание происходит один раз в год. Самка приносит от 2 до 6 детёнышей, реже 14. В возрасте 5—6 месяцев они достигают половой зрелости.